# Pierre Lueders
Pierre Lueders (n. 26 septembrie 1970, Edmonton, Alberta, Canada) este un bober ce a reprezentat Canada, medaliat olimpic. A participat la 5 ediții ale Jocurilor Olimpice (1994, 1998, 2002, 2006, 2010) în care a câștigat o medalie de aur și o medalie de argint.